# Théorème de Siegel-Mahler
En mathématiques, le théorème de Siegel–Mahler ou théorème de Siegel sur les points entiers stipule que pour une courbe algébrique lisse C de genre g > 0 définie sur un corps de nombres K, dans un espace affine, il n'y a qu'un nombre fini de points sur C de coordonnées dans l'anneau de entiers O de K.
Le théorème a été prouvé pour la première fois en 1929 par Carl Ludwig Siegel et a été le premier résultat majeur sur le équations diophantiennes qui ne dépendaient que du genre et non d'une forme algébrique particulière des équations. Pour g > 1, il a été remplacé par le théorème de Faltings en 1983.

## Histoire
En 1929, Siegel a prouvé le théorème en combinant une version du théorème d'approximation diophantienne de Thue-Siegel-Roth, avec le théorème de Mordell-Weil de géométrie diophantienne.
En 2002, Umberto Zannier et Pietro Corvaja ont donné une nouvelle preuve en utilisant une méthode basée sur le théorème du sous-espace.

## Versions effectives
Le résultat de Siegel était inefficace en pratique (voir les résultats effectifs en théorie des nombres), puisque la méthode de Thue en approximation diophantienne est également inefficace pour décrire d'éventuelles très bonnes approximations rationnelles des nombres algébriques. Des résultats efficaces dans certains cas dérivent de la méthode de Baker.